# Cristian Torres (cyclisme, 1995)
Pour les articles homonymes, voir Cristian Torres et Torres.
Torres  Cuenca est un nom espagnol. Le premier nom de famille, en général paternel, est Torres ; le second, en général maternel, souvent omis, est Cuenca.
Cristian Torres Cuenca,, né le 28 avril 1995 à Caudete, est un coureur cycliste espagnol.

## Biographie
De 2013 à 2015, Cristian Torres court au sein de l'équipe de la Fondation Contador. Il intègre ensuite le club basque Seguros Bilbao en 2016. Bon sprinteur, il obtient une victoire au Pays basque et diverses places d'honneur dans des épreuves de la Coupe d'Espagne amateurs. Il est également sélectionné en équipe nationale espoirs. 
Il se retire des compétitions en 2018, après une dernière saison au club Escribano Sport.

## Palmarès
- 2012
  - Circuito Guadiana juniors
- 2013
  - 2e du Circuito Guadiana juniors
  - 3e de la Gipuzkoa Klasika
- 2015
  - Clásica Velá de Triana
- 2016
  - Circuito Aiala
  - 3e du Mémorial Pascual Momparler
- 2017
  - 2e du Trofeo Ayuntamiento de Zamora